# PowerPC e300
A PowerPC e300 egy PowerPC architektúrájú 32 bites RISC mikroprocesszor-család, amit a Freescale fejlesztett ki, elsősorban legfeljebb 800 MHz-es sebességű egylapkás rendszerekben (SoC) való használatra, beágyazott alkalmazásokhoz.

## Felépítés
Az e300 egy szuperskalár RISC mag, egységesen 16 KiB vagy 32 KiB méretű (Harvard-architektúrájú) utasítás- és adat-gyorsítótárral, négy fokozatú utasítás-futószalaggal, betöltő/tároló egységgel, rendszerregiszterekkel, egy elágazásjósló egységgel, fixpontos egységgel és opcionális kétszeres pontosságú FPU-val. Nem kompatibilis az aktuális Power ISA-val, hanem teljesen visszafelé kompatibilis a régebbi G2 és PowerPC 603e magokkal, amelyből származik.

## Magok

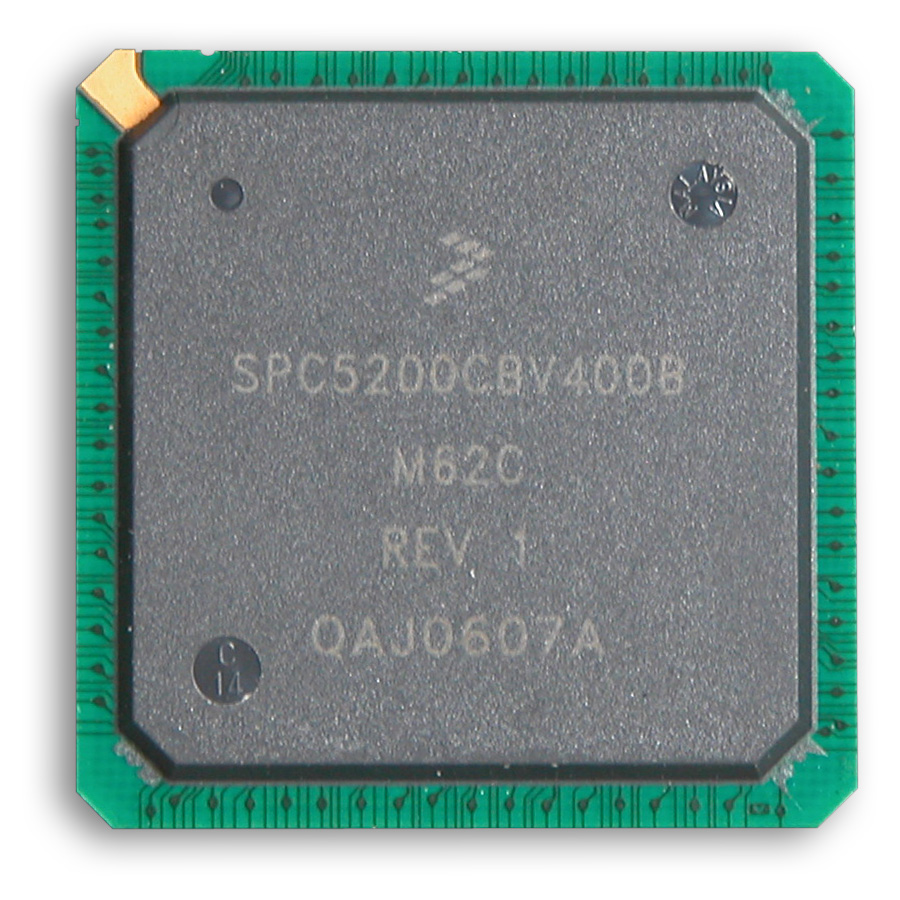
Egy -es órajelű PowerPC MPC5200 processzor egy EFIKA számítógépből

Az e300-as magokat számos SoC termékben felhasználják, melyek a legkülönbözőbb alkalmazási területekhez készülnek.

### MPC51xx
A MPC51xx és MPC52xx autóipari és ipari vezérlő processzorok családja.
Az MPC5121e és MPC5123 32 bites AXE egységgel rendelkezik az audio-feldolgozás gyorsításához és egy integrált képernyővezérlővel. Az MPC51xx mag mindkét változata elérhető maximálisan 400 MHz-es órajellel, az MPC5121e pedig egy (PowerVR) MBX Lite 2D/3D grafikus magot is tartalmaz.
Az AXE egység egy külön 200 MHz-es RISC mikroprocesszorral rendelkezik, melynek két számítási egysége van: egy skalár fixpontos egység, mely egy általános 32 bites utasításkészletet valósít meg, és egy 48 bites fixpontos feldolgozó egység. Vektoros műveletekkel is rendelkezik, és egycsatornás DMA-val. Az AXE célja, hogy a fő rendszer CPU-ját tehermentesítse a számítási és adatáramlás-intenzív műveletek (például: digitális jelfeldolgozás és tömörített audió-kódolás/dekódolás) alól.

### MPC52xx
Az MPC5200 mag elsősorban a PowerPC 603e (G2 LE mag) magon alapul, amely nagyon hasonló az e300 maghoz. Tartalmaz egy kétszeres pontosságú FPU-t, egy memóriavezérlő egységet (MMU) az adatokhoz és utasításokhoz, 16 KiB adat- és utasítás-gyorsítótárat, egy komplex DMA-vezérlőt (BestComm) a be/kimeneti műveletekhez, egy SDR/DDR RAM-vezérlőt (max. 266 MHz), egy Ethernet MAC-et (100 MBps), egy USB 1.1 interfészt, hat programozható soros vezérlőt és két I²C soros sínvezérlőt.
Az MPC5200B lapka ennek egy zsugorított (die shrink) változata, valamivel hatékonyabb DMA-vezérlővel és alacsonyabb energiafogyasztással.
Mindkét változat legfeljebb 400 MHz-es órajellel elérhető.

### MSC712x
Digitális jelprocesszor-sorozat (DSP), elsősorban optikai hálózatokhoz.
Az MSC7120 GPON egy beágyazott rendszer (SoC) megoldás szélessávú passzív optikai hálózatvégződés (ONT, optical network termination) alkalmazásokhoz, optikai hálózati processzor és integrált DSP egység. Tartalmazza a GPON (Gigabit Passive Optical Network) TC/MAC implementációt, a StarCore DSP-t, a Gigabit Ethernet TC/MAC-okat és az óra- és adatvisszaállító egységet (CDR) a Power Architecture technológiára épülő magban. 266 MHz-es órajelen működik.
Az MSC7104 GPON hasonlóan szélessávú passzív optikai hálózatvégződések számára készült, de hiányzik belőle a DSP. A benne lévő e300 mag 266 MHz-en működik, és 16 KiB utasítás- és 16 KiB adat gyorsítótárat tartalmaz. Az MSC7104 az MSC7120 eszköz alacsony költségű változata.

### MPC83xx
Az MPC83xx PowerQUICC II Pro telekommunikációs és hálózati processzorok családja.

## Fordítás
Ez a szócikk részben vagy egészben  a   PowerPC e300 című német Wikipédia-szócikk ezen változatának fordításán alapul.  Az eredeti cikk szerkesztőit annak laptörténete sorolja fel. Ez a jelzés csupán a megfogalmazás eredetét és a szerzői jogokat jelzi, nem szolgál a cikkben szereplő információk forrásmegjelöléseként.